# Sam Chong
Chong Tin Sam (* 14. Januar 1962), besser bekannt als Sam Chong, ist ein malaysischer Snookerspieler, der mit einer Unterbrechung von 1991  bis 1999 Profispieler war. Als Amateur gewann er fünfmal die malaysische Snooker-Meisterschaft, die Asienmeisterschaft 1990 und mehrere Medaillen bei den Asienspielen und den Südostasienspielen.

## Karriere
Chong kommt aus Ipoh im Bundesstaat Perak. Er begann 1983 mit dem Snookerspiel. Seit Ende der 1980er-Jahre nahm Chong regelmäßig an internationalen Turnieren teil, während er 1989 und 1990 die malaysische Snooker-Meisterschaft gewinnen konnte. 1990 wurde er zudem Asienmeister. Nach einer Teilnahme am Herrenwettbewerb des World Masters 1991, wo er früh ausgeschieden war, wurde Chong 1991 Profispieler. Damit war er der erste professionelle Snookerspieler aus Malaysia. Chongs Erfolge machten den Sport in den folgenden Jahren in Malaysia bekannt. In einer meist schlecht verlaufenden ersten Profisaison erreichte er immerhin die Hauptrunde des Grand Prix, weshalb er sich direkt auf Platz 145 der Weltrangliste platzierte. In der folgenden Saison gewann er jedoch kaum ein Spiel, woraufhin Chong in der Spielzeit danach überhaupt kein Spiel mehr bestritt. Als er in der Saison 1994/95 mit voller Stärke zurückkehrte, erreichte er zwar das Endspiel eines Events der WPBSA Minor Tour, doch das Turnier hatte keinen Einfluss auf die Weltrangliste. Bei allen anderen Turnieren schied er weiterhin früh aus. Dennoch war er auf der Weltrangliste mittlerweile auf Platz 238 platziert, nachdem er nach seiner Auszeit auf Platz 345 abgestürzt war.
In den folgenden zwei Saisons konnte Chang dann jeweils einmal eine Runde der letzten 64 erreichen, weshalb er sich auf der Weltrangliste erneut etwas verbesserte. Doch wegen einer Modusänderung verlor er 1997 seinen Startplatz auf der Profitour, da er den für eine Qualifikation nötigen Weltranglistenplatz weit verfehlte. Zwischenzeitlich hatte Chong mehrere Erfolge als Amateur verbuchen können: So hatte er bei den Südostasienspielen 1995 vier Goldmedaillen gewonnen, drei im Snooker und eine im 15-Ball. Bereits bei den Südostasienspielen 1993 hatte Chong zweimal Gold gewonnen. Für seine Leistungen bei den Spielen 1995 ernannte ihn das Olympic Council of Malaysia zum Olympian of the Year. Des Weiteren wurde er zum malaysischen Sportler des Jahres ernannt. 1994 und 1995 gewann Chong zudem wieder die malaysische Meisterschaft, worauf unter anderem eine Viertelfinalteilnahme bei der Amateurweltmeisterschaft 1995 folgte. Darüber hinaus nahm Chong zusammen mit Ng Ann Seng auch am World Cup 1996 für Malaysia teil. Bei den Südostasienspielen 1997 konnte Chong eine weitere Goldmedaille gewinnen. Nur wenig später gewann er eine Gold- und einer Silbermedaille bei den Asienspielen 1998. Infolgedessen ernannte der Bundesstaat Johor ihn zu seinem Sportler des Jahres. Im selben Jahr wurde Chong malaysischer Vize-Meister, und erreichte das Endspiel des Asian Tour Qualifier, sodass er zur Saison 1998/99 wieder Profispieler wurde. Auch wenn Chongs Ergebnisse, darunter eine Hauptrundenteilnahme beim Grand Prix, keinesfalls schlecht waren, erreichte er nur Platz 137 der Weltrangliste und verlor somit seinen Profiplatz wieder nach nur einer Saison.
Danach widmete sich Chong wieder verstärkt dem Amateursnooker. 1999 wurde er erneut malaysischer Meister, 2000 folgte ein weiterer Vize-Meister-Titel. Danach schnitt er jeweils recht gut bei den jeweiligen Amateurweltmeisterschaften ab. 1999 verlor er zudem im Finale der Asienmeisterschaft, konnte aber bei den Südostasienspielen desselben Jahres mindestens eine weitere Gold-Medaille gewinnen. Im Jahr 2001 unterlag er als Mitglied des malaysischen Teams dem Team aus Hongkong im Finale der asiatischen Team-Meisterschaft. 2003 und 2007 wurde Chong noch zwei weitere Male Vize-Meister von Malaysia. Auch darüber hinaus nahm er noch an der malaysischen Meisterschaft teil, übers Halbfinale kam er aber nicht mehr hinaus. Immerhin gewann er noch eine weitere Goldmedaille, diesmal im Snooker-Doppel mit Thor Chuan Leong bei den Südostasienspielen 2011.
Chong wurde zeitweise von Michael Ferreira, aber auch von Reg Davies trainiert. Chong selbst ist malaysischer Nationaltrainer.

## Erfolge
| Ausgang         | Jahr | Turnier                            | Finalgegner         | Ergebnis  |
| --------------- | ---- | ---------------------------------- | ------------------- | --------- |
| Profiturniere   |      |                                    |                     |           |
| Zweiter         | 1995 | WPBSA Minor Tour 1994/95 – Event 2 | Noppadon Noppachorn | 3:6       |
| Amateurturniere |      |                                    |                     |           |
| Sieger          | 1989 | Malaysische Snooker-Meisterschaft  | unbekannt           | unbekannt |
| Sieger          | 1990 | Malaysische Snooker-Meisterschaft  | unbekannt           | unbekannt |
| Sieger          | 1990 | ACBS-Snookerasienmeisterschaft     | Stanley Leung       | 8:1       |
| Sieger          | 1994 | Malaysische Snooker-Meisterschaft  | Ooi Chin Kay        | unbekannt |
| Sieger          | 1995 | Malaysische Snooker-Meisterschaft  | Ooi Chin Kay        | unbekannt |
| Zweiter         | 1998 | Malaysische Snooker-Meisterschaft  | Ng Ann Seng         | 5:8       |
| Zweiter         | 1998 | Asian Tour Qualifier               | Marco Fu            | 5:6       |
| Sieger          | 1999 | Malaysische Snooker-Meisterschaft  | Ng Ann Seng         | 8:5       |
| Zweiter         | 1999 | ACBS-Snookerasienmeisterschaft     | Noppadon Noppachorn | 4:8       |
| Zweiter         | 2000 | Malaysische Snooker-Meisterschaft  | Ng Ann Seng         | 4:8       |
| Zweiter         | 2003 | Malaysische Snooker-Meisterschaft  | Ooi Chin Kay        | 4:6       |
| Zweiter         | 2007 | Malaysische Snooker-Meisterschaft  | Lee Poh Soon        | 5:6       |